# Maud de Badlesmere
Maud de Badlesmere, comtesse d'Oxford (1310 - mai 1366) est une aristocrate anglaise et l'épouse de John de Vere, 7e comte d'Oxford. Elle était, avec ses trois sœurs, une cohéritière de son frère Gilles de Badlesmere, 2e baron Badlesmere.
À l'âge de 11 ans, elle a été emprisonnée à la Tour de Londres avec ses quatre frères et sœurs et sa mère, Marguerite de Clare, qui avait refusé de restituer à la reine Isabelle de France le château de Leeds et qui avait ordonné une attaque lorsqu'elle tenta d'y entrer.

## Famille
Maud est née à Badlesmere dans le Kent en 1310, deuxième fille de Bartholomew de Badlesmere et de Marguerite de Clare. Elle a trois sœurs, Margery, Élisabeth et Marguerite, et un frère, Gilles.
Ses grands-parents paternels étaient Guncelin de Badlesmere et Joan FitzBernard, et ses grands-parents maternels étaient Thomas de Clare, seigneur de Thomond et Juliana FitzGerald.
Le 14 avril 1322, alors qu'elle avait douze ans, le père de Maud est pendu, tiré et écartelé sur ordre du roi Édouard II, après sa participation à la rébellion du comte de Lancastre et sa capture à la bataille de Boroughbridge. Maud, ses frères et sœurs  et sa mère avaient été arrêtés en octobre 1321 après que cette dernière eut ordonné une attaque contre la reine Isabelle après avoir refusé son entrée au château de Leeds où le baron Badlesmere occupait le poste de gouverneur.  La mère de Maud est restée emprisonnée à la Tour de Londres jusqu'au 3 novembre 1322, bien qu'on ne sache pas quand Maud et ses frères et sœurs ont été libérés. Son frère Gilles a obtenu une annulation de la confiscation des biens de leur père en 1328, et il lui a succédé à la baronnie de Badlesmere. Maud, avec ses trois sœurs, était la cohéritière de Gilles, car il n'avait pas d'enfants avec sa femme, Elizabeth Montagu.

## Mariages et descendance
En juin 1316, Maud, âgée de six ans, épouse son premier mari, Robert FitzPayn, fils de Robert FitzPayn. L'historien gallois RR Davies raconte dans son livre Lords and lordship in the British Isles in the late Middle Age comment son père, lors de la rédaction du contrat de mariage, a cherché à assurer l'avenir de Maud en s'assurant qu'elle disposerait de revenus indépendants. Il lui a accordé un terrain d'une valeur de 200 marks par an, et son futur beau-père a été contraint de lui donner trois manoirs et leurs revenus. Le mariage reste sans d'enfants et quelque temps avant mars 1335, Maud épouse en secondes noces John de Vere, 7e comte d'Oxford. John était capitaine dans l'armée du roi Édouard III et, à ce titre, a participé aux batailles de Crécy et de Poitiers.
Le couple a sept enfants : 
- John de Vere (décembre 1335 - avant le 23 juin 1350), épouse Elizabeth de Courtenay.
- Thomas de Vere, 8e comte d'Oxford (1336-18 septembre 1371), épouse Maud de Ufford, avec qui il a un fils, Robert de Vere, 9e comte d'Oxford.
- Aubrey de Vere, 10e comte d'Oxford (1338-15 février 1400), épouse Alice FitzWalter, avec qui il a trois enfants, dont Richard de Vere, 11e comte d'Oxford.
- Robert de Vere (décédé en 1360)
- Elizabeth de Vere (décédée le 23 septembre 1375), épouse d'abord en 1341, Sir Hugh de Courtenay, avec qui elle eut un fils, Hugh de Courtenay ; elle épousa ensuite John de Mowbray, 3e Lord Mowbray ; elle s'est enfin mariée le 18 janvier 1369 avec Sir William de Cossington.
- Margaret de Vere (1340-15 juin 1398), épouse d'abord Henry de Beaumont, 3e baron Beaumont (4 avril 1340 - 17 juin 1369), fils de Jean de Beaumont, 2e baron Beaumont et d'Éléonore de Lancastre ; elle épousa ensuite Sir Nicholas de Loveyne ; elle s'est ensuite mariée après 1375 avec Sir John Devereux.
- Maud de Vere.

En juin 1338, le frère de Maud meurt sans laisser de descendance légitime. Une partie considérable des domaines des Badlesmere est donc héritée par Maud et son mari.
Maud est décédée au manoir de la famille de Vere, Hall Place, à Earls Colne dans l'Essex en mai 1366 à l'âge de cinquante-six ans, six ans après son mari. Les éléments de preuve fournis lors des différentes enquêtes post-mortem diffèrent quant à savoir si elle est décédée le 19, le 23 ou le 24 du mois. Ces enquêtes donne des détails sur ses nombreuses propriétés qui se trouvaient dans l'Essex et six autres comtés.
Maud est enterrée au prieuré de Colne.

## Sources
- Cokayne, G.E. (2000), The Complete Peerage of England, Scotland, Ireland, Great Britain and the United Kingdom, Extant, Extinct or Dormant, I (new; reprint in 6 volumes ed.), Gloucester, UK: Alan Sutton Publishing, p. 372